# Otto Wallach
Otto Wallach (Königsberg, 27 de março de 1847 — Göttingen, 26 de fevereiro de 1931) foi um químico alemão.

## Carreira
Estudou na Universidade de Berlim e na Universidade de Göttingen. Professor de química de 1876 até 1889 na Universidade de Bonn. Também dirigiu o Instituto Químico da Universidade de Göttingen, entre 1889 e 1915.

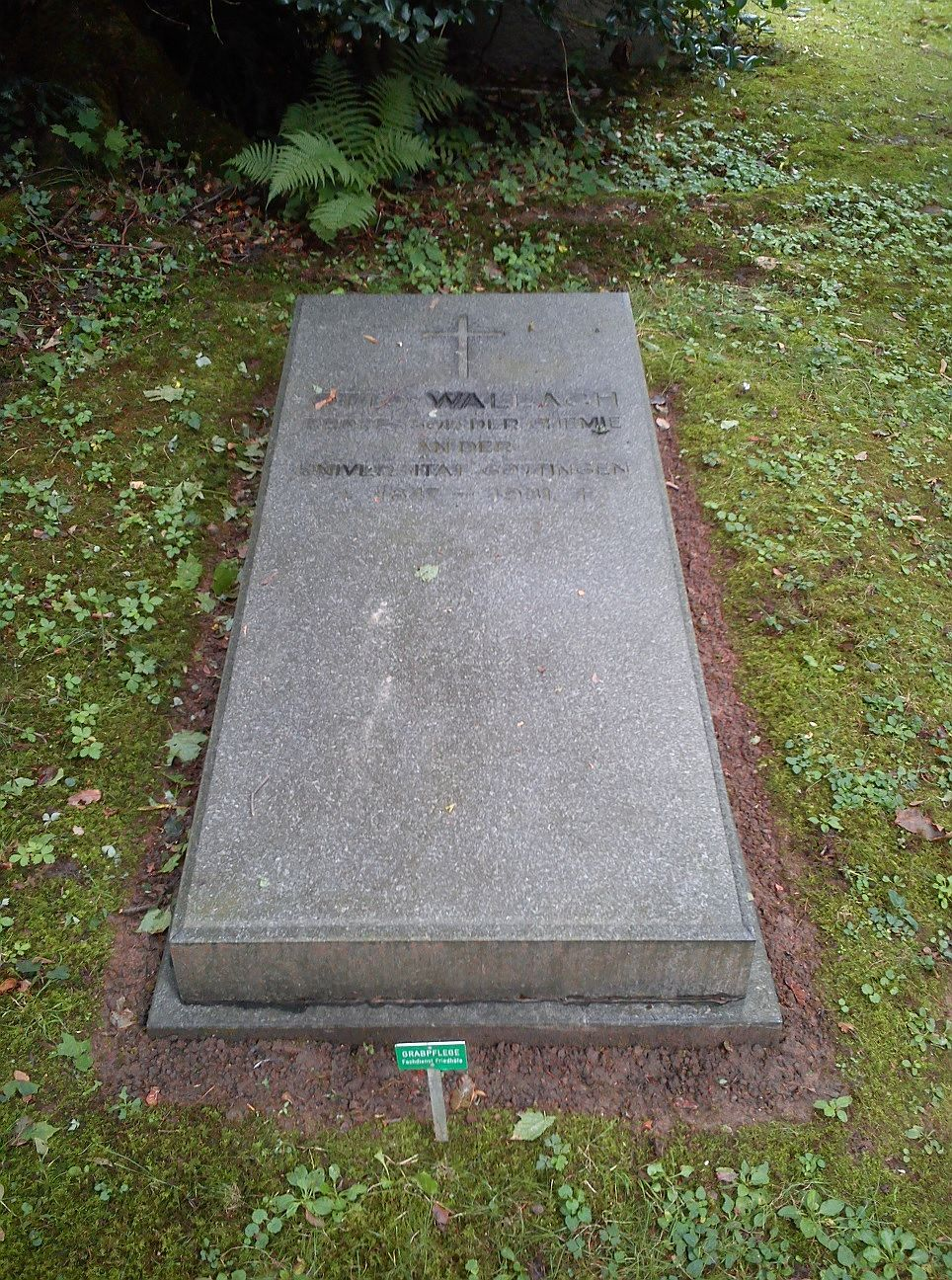
Sepultura de Otto Wallach no Stadtfriedhof de Göttingen

Foi um dos primeiros que se dedicou a pesquisa da química dos terpenos e das combinações alicíclicas, assuntos expostos na sua obra “Terpeno e Cânfora” editado em 1909.
Recebeu o Nobel de Química de 1910, por seus trabalhos no campo dos compostos alicíclicos, que influenciaram grandemente no desenvolvimento das indústrias de perfumes e óleos essenciais.
Está sepultado no Stadtfriedhof de Göttingen.

## Principais obras
Durante seu trabalho com Friedrich Kekulé em Bonn, ele iniciou uma análise sistemática dos terpenos presentes nos óleos essenciais. Até então, apenas alguns haviam sido isolados em sua forma pura, e as informações estruturais eram escassas. A comparação do ponto de fusão e a medição de misturas foi um dos métodos para confirmar substâncias idênticas. Para este método, os terpenos principalmente líquidos tiveram que ser transformados em compostos cristalinos. Com a derivatização escalonada, especialmente adições à dupla ligação presente em alguns dos terpenos, ele alcançou o objetivo de obter compostos cristalinos. A investigação das reações de rearranjo de ácidos insaturados cíclicos. Os terpenos tornaram possível obter a estrutura de um terpeno desconhecido seguindo o rearranjo para uma estrutura conhecida de um terpeno. Com esses métodos principais, ele abriu o caminho para a pesquisa sistemática de terpenos.
Ele foi responsável por nomear o terpeno e o pineno e por realizar o primeiro estudo sistemático do pineno.
Ele escreveu um livro sobre a química dos terpenos, "Terpene und Campher" (1909).
Otto Wallach é conhecido pela regra de Wallach, degradação de Wallach, a reação de Leuckart-Wallach (que ele desenvolveu junto com Rudolf Leuckart) e o rearranjo de Wallach.

## Trabalhos
- Tabellen zur chemischen Analyse. Weber, Bonn 1880. Digital edition - University and State Library Düsseldorf.
  - 1. Verhalten der Elemente und ihrer Verbindungen. 1880
  - 2. Methoden zur Auffindung und Trennung der Elemente. 2. Aufl. von "Hülfstabellen für den chemisch-analytischen Unterricht" 1880
- Terpene und Campher : Zusammenfassung eigener Untersuchungen auf dem Gebiet der alicyclischen Kohlenstoffverbindungen. 2. Aufl. Leipzig : von Veit, 1914. online - University and State Library Düsseldorf.